# クリアカン国際空港
クリアカン国際空港（クリアカンこくさいくうこう）は、メキシコのシナロア州、クリアカンにある国際空港。クリアカンの15km西に位置している。

## 主な航空会社
- ボラリス
- ビバアエロブス
- TAR航空
- アエロメヒコ航空
- カラフィア航空
- アメリカン航空

## 主な就航路線
旅客数上位 : ティフアナ、メキシコシティ、グアダラハラ、ロス・カボス、モンテレイ